# Dragočajna
Dragočajna je naselje v Občini Medvode. Ob Savi je hotel in naturistični avtokamp.